# Budai berkenye
A budai berkenye (Sorbus semiincisa) a rózsafélék családjába, ezen belül a berkenyék (Sorbus) növénynemzetségébe tartozó növényfaj. Kizárólag Magyarországon fordul elő, a Budai-hegységben és a Pilisben, napsütötte lejtőkön él, kedveli a száraz, mészköves talajt.

## Elterjedése
A Kárpát-medence egyik botanikai jellegzetessége a máshol elő nem forduló berkenyefajok és faj alatti taxonok nagy számú előfordulása. E bennszülött fajok közül a leghosszabb ideje ismert a budai berkenye, amely kizárólag Magyarországon, ezen belül a Dunazug-hegységben fordul elő.

## Jellemzése
Fája 8-10 méteres magasságúra is megnő, virágait májusban hozza, termései vörös színű almatermések, melyek az ősz második felére érnek be. Jelentős hasonlatosságot mutat a lisztes berkenyével, a fajt leíró Borbás Vince eleinte ez utóbbi faj változatának tartotta, később kapott önálló faji státuszt.

## Felhasználása
Faiskolákban szaporított, illetve nevelt példányait szórványosan ültetik dísznövényként, elsősorban szoliter fának javasolt. Tavasszal a virágaival, ősszel – leginkább október-november folyamán – az élénk színű terméseivel díszít. Termése más berkenyék terméséhez hasonlóan fogyasztható, jellemzően nem nyersen, hanem feldolgozva, esetleg aszalványként.

## Védettsége
Magyarországon a lisztes berkenye rokonsági körébe tartozó összes kisfajjal együtt védett faj, természetvédelmi értéke jelenleg (2013-as állapot szerint) 10.000 forint.

## Képgaléria

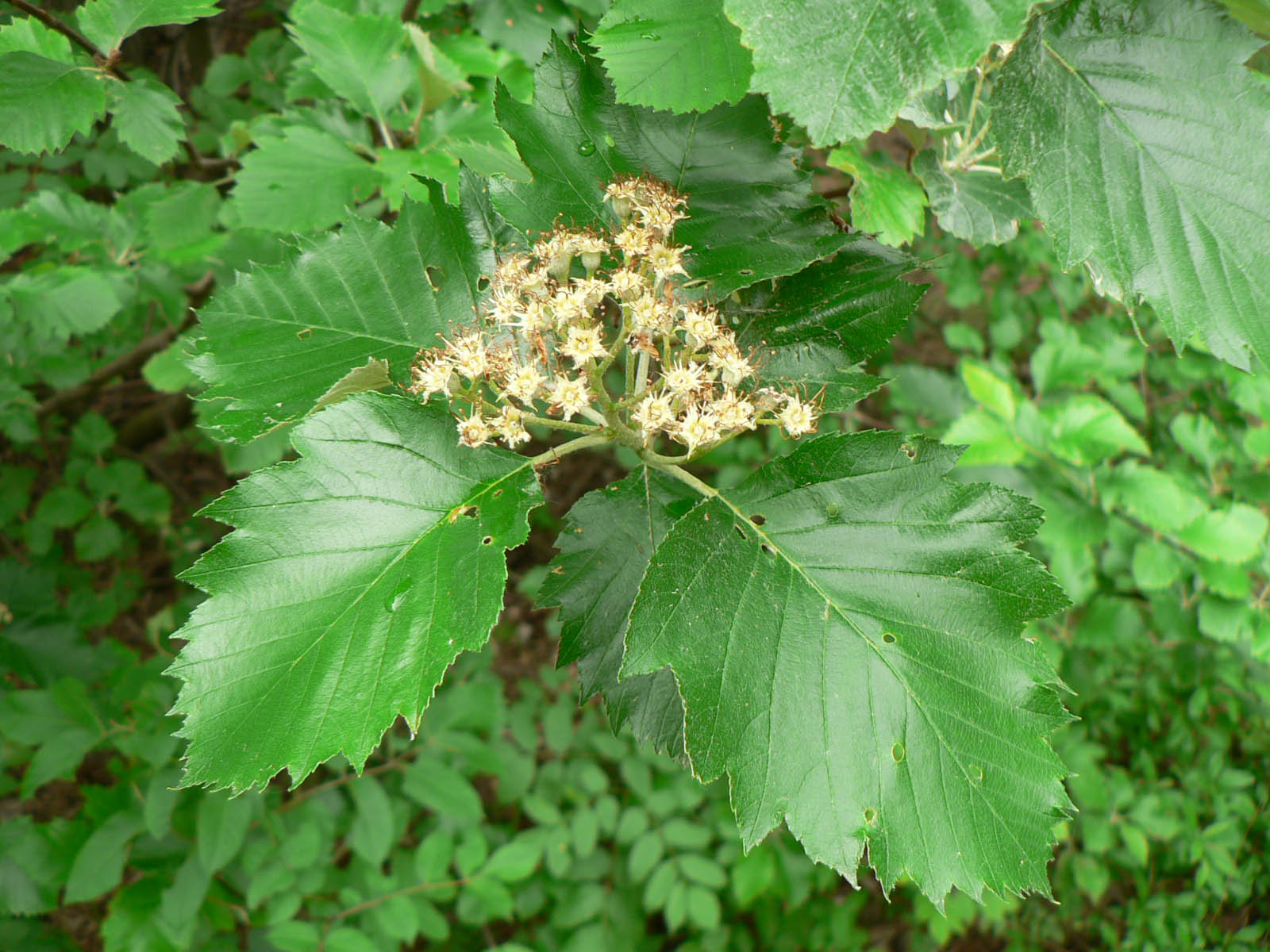
Elvirágzott budai berkenye
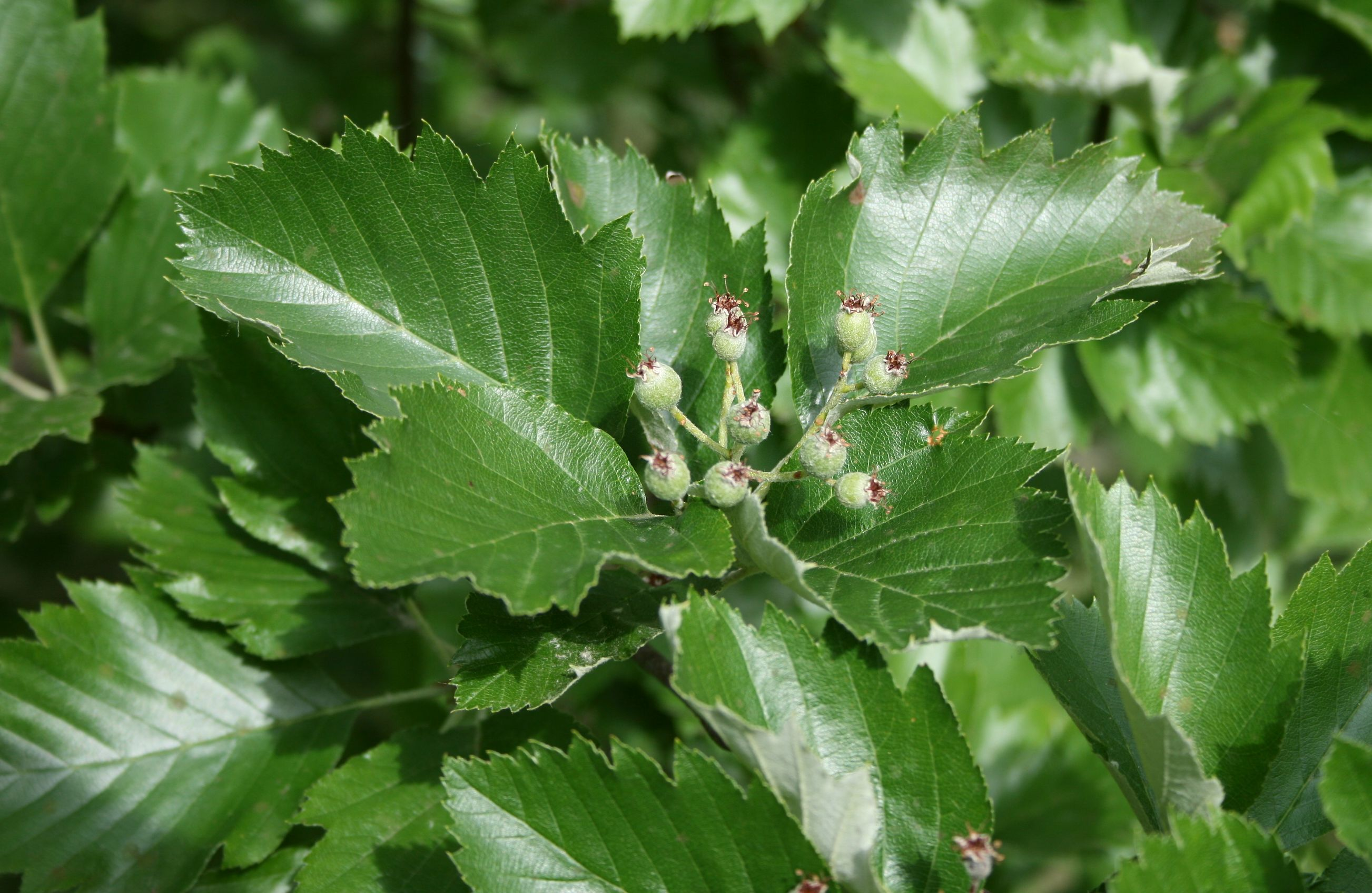
Zöldterméses állapotban
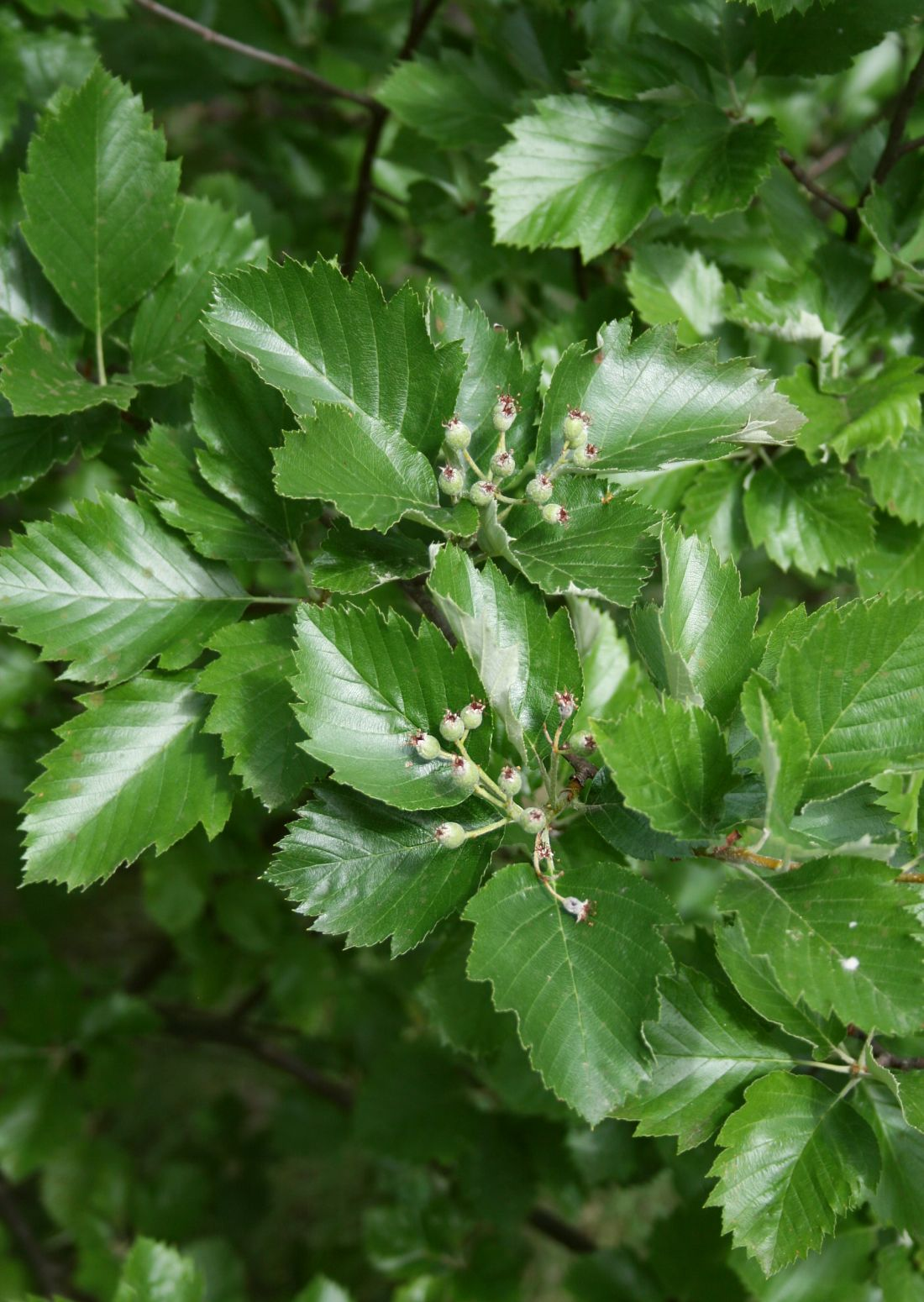
Zöldterméses állapotban